# Трофимов, Василий Трофимович
Васи́лий Трофи́мович Трофи́мов (род. 1812, Петрозаводск — ум. 23 июня 1861, там же) — российский общественный деятель, градоначальник Петрозаводска, купец.

## Биография
Родился в купеческой семье. В 1820 году окончил уездное училище с похвальным листом, в 1825 году — губернскую мужскую гимназию.
Вёл хлебную торговлю.
В 1838—1840 годах избирался гласным Петрозаводской городской думы.
В 1841—1843 годах — бургомистр городского магистрата.
В 1844—1846 и 1860—1861 годах дважды избирался городским головой Петрозаводска.
Известен как организатор городской пожарной части по найму из горожан, находившейся в ведении городского головы и регулярного грузопассажирского пароходного сообщения между Петрозаводском и Санкт-Петербургом. В конце мая 1861 года, незадолго до кончины В. Т. Тимофеева, в Петрозаводск первым рейсом прибыл пароход «Лодейное поле» Петербургско-Волжского пароходства.
Был награждён двумя золотыми медалями «За усердие».

## Семья
Первая жена — Ирина Ивановна (1814—1845), вторая жена — Пелагея Степановна, урождённая Северикова (род. 1822). Сын Пётр (род. 1849), дочери — Александра (род. 1839), Клавдия (род. 1850).